# Albo TV
Albo TV (poi Albo Motori,  Albo Varietà - Motori, Albo Bliz, Albo Bliz Cinema, Albo Blitz Cinema, Blitz Albo Cinema, Albo Blitz) è stata una rivista di fumetti e rubriche di costume e spettacolo pubblicata in Italia dalla Editrice Universo per oltre 500 numeri dal 1977 al 1987 quando venne trasformato in un rotocalco scandalistico, Blitz Cronaca, e poi in una rivista per adulti. In oltre dieci anni ha avuto tirature superiori alle centomila copie, arrivando a vendere nel 1984 quasi 300.000.
A partire dal 1978 Albo TV cominciò ad ospitare un inserto con i programmi tv chiamato Telesette, che cominciò poi ad essere venduto autonomamente, diventando il noto settimanale televisivo in formato pocket ancora oggi in edicola.

## Storia editoriale
La rivista nacque come prosecuzione della serie degli Albi dell'Intrepido (i cui ultimi numeri pubblicati nel 1976 avevano già la testata modificata in Albo TV) riprendendo da capo la numerazione ma mantenendone la numerazione degli anni dalla fondazione e i contenuti così come definiti degli ultimi della serie precedente, presentando sei storie a fumetti oltre a rubriche e interviste con personaggi dello spettacolo; la testata venne modificata nel 1978 in Albo Motori e, dal 1979, divenne Albo Varietà - Motori. Nel 1981 si fonde con Bliz, un'altra testata a fumetti dello stesso editore, modificando la testata in Albo Bliz, che poi nel tempo venne modificata varie volte (Albo Bliz Cinema, Albo Blitz Cinema, Blitz Albo Cinema e Albo Blitz). Oltre a fumetti conteneva rubriche su cinema, spettacolo e servizi fotografici di celebri attrici, cantanti, pinup e personalità dello spettacolo, ritratte nude o in topless. Nel 1987 cambiò contenuti, modificando definitivamente la testata in Blitz Cronaca e smettendo di pubblicare fumetti divenendo prima un rotocalco scandalistico con foto osé di attrici in cerca di successo, e poi un periodico per adulti.
Fra gli autori pubblicati ci furono Giovanni Borraccino, Gianni Caratelli, Claudio e Graziano Cicogna, Luigi Grecchi, Antonio Mancuso, Patricia Martinelli, Silverio Pisu, Antonino Musso, Angelo Saccarello, Glauco Verozzi e i disegnatori Luis Avila, Jordi Bernet, Jesús Blasco, Armando Bonato, Aulo Brazzoduro, Tullio Brunone, Ferdinando Corbella, Mario Cubbino, Jorge Schiaffino e quelli dello Staff di if; pubblicò anche qualche serie a fumetti di produzione estera.